# Diocesi di Calidone
La diocesi di Calidone (in latino: Dioecesis Calydoniensis) è una sede soppressa e sede titolare della Chiesa cattolica.

## Storia
Calidone è un'antica sede vescovile della provincia romana di Tessaglia in Grecia, suffraganea dell'arcidiocesi di Larissa.
La sede è sconosciuta a Michel Le Quien, autore dell'opera Oriens christianus, e nessuno dei suoi vescovi è documentato nel primo millennio.
Nel Medioevo, in seguito alla quarta crociata, una sede Calidonensis fu data in commenda al vescovo Dimicensis o Demetriensis nel 1208.
Dal XVIII secolo Calidone è annoverata tra le sedi vescovili titolari della Chiesa cattolica; la sede è vacante dal 14 dicembre 1973.

## Cronotassi dei vescovi titolari
- Martín de Sarricolea y Olea † (22 luglio 1720 - prima del 24 settembre 1721 deceduto)
- Sebastián Foronda, O.S.A. † (2 marzo 1722 - 20 maggio 1728 deceduto)
- Juan de Las Peñas † (30 agosto 1723 - prima del 10 luglio 1726 deceduto)
- Luigi Grondona, B. † (14 febbraio 1797 - prima del 22 maggio 1832 deceduto)
- Julien-Marie Hillereau, S.M.M. † (22 maggio 1832 - 14 giugno 1833 nominato arcivescovo titolare di Petra)
- Juan Antonio Chaves, O.F.M. † (20 gennaio 1834 - 3 marzo 1856 deceduto)
- Antonio Grech-Delicata-Testaferrata-Cassia † (17 maggio 1867 - 24 settembre 1868 nominato vescovo di Gozo)
- Luka Petrović † (21 dicembre 1868 - 31 dicembre 1868 deceduto)
- Caspar Henry Borgess † (8 febbraio 1870 - 30 dicembre 1871 succeduto vescovo di Detroit)
- Lodovico Caracciolo di Castagneta † (9 agosto 1883 - 8 novembre 1890 deceduto)
- Michele Zezza † (1º giugno 1891 - 12 giugno 1893 nominato vescovo di Pozzuoli)
- Edward Thomas Sheehan, C.M. † (4 febbraio 1929 - 6 settembre 1933 deceduto)
- Hermann Schoppelrey, S.V.D. † (13 dicembre 1933 - 25 maggio 1940 deceduto)
- Marie-Joseph Lemieux, O.P. † (16 gennaio 1941 - 15 aprile 1944 nominato vescovo di Gravelbourg)
- Joseph Marie Yüen K'ai-chih (Ching Ping) † (9 novembre 1944 - 11 aprile 1946 nominato vescovo di Zhumadian)
- Johannes Baptist Neuhäusler † (8 febbraio 1947 - 14 dicembre 1973 deceduto)